# 渡辺千秋 (歌手)
渡辺 千秋（わたなべ ちあき、1968年10月16日 - ）は、日本の元女優、元歌手である。2021年4月から山口県長門市市議会議員。1990年代は渡辺ちあきの名で活動していた。

## 人物・来歴
- 身長：161cm、体重：45kg、バスト：78cm、ウエスト：58cm、ヒップ：85cm[2]。
- 東京都足立区生まれ、山口県長門市育ち[2]。
- 3歳の頃から日本舞踊を習う[3]。
- 小学生の時から映画好きで、近隣の萩市や下関市の映画館によく通っていた[1]。
- 1982年10月、山口百恵に憧れて芸能界を目指し[1]、中学2年生の時に父親が運転する車で上京[4]。杉良太郎が経営する「シルクロード」に入る[2]。明治大学付属中野高等学校中退[2]。
- 1983年、東宝映画『あいつとララバイ』のマドンナ役でデビュー[1]。
- 1984年に、秋元康作詞、長渕剛作曲の「夏にフレッシュ。」で、アイドル歌手デビュー。
- デビュー当時の事務所は、俳優の杉良太郎が経営していた芸能事務所「シルクロード」だった[5]。その後「KOBAプロモーション」に移籍している[6]。
- 女性のマネージャーは、元ピンク・レディーのMIEのバックダンサーをしていた。MIEも一時期同じ事務所だったことがある。
- 1993年に、結婚を機に芸能界引退[1]。2004年に長門市に帰っている[1]。2017年頃から両親が経営していた飲食店を自らが経営者となり継承[7]。
- 2014年に山口県山口市の山口県立山口高等学校・通信制課程を卒業
- 2021年4月に山口県長門市の市議選で初当選し、市議会議員に就任[8]。
- 2025年4月20日執行の長門市議会議員選挙に再選を目指し立候補するも、定数18人に対し最下位（21位）に終わり落選[9]。

## ディスコグラフィ

### シングル
1. 夏にフレッシュ。（1984年4月1日、花王ニベア「ニベア・フレッシュ・ローション」CFソング）
2. パープル・メモリー （1984年9月1日、ハウス食品「リボンギャル」CFソング）
3. 予言 （1985年3月21日、ドラマ「スケバン刑事」挿入歌）

### コンピレーションCD
- アイドル・ミラクルバイブルシリーズ 高橋美枝・渡辺千秋・村田恵里　シングル・コレクションコンピレーション（2005年11月30日／アルバム／SONY MUSIC／CD:MHCL-679〜MHCL-680）
  - DISC 01
    1. 「ひとりぼっちは嫌い」／高橋美枝
    2. 「ピンクの鞄」／高橋美枝
    3. 「エンゼル・フィッシュ」／高橋美枝
    4. 「ダブル・デート」／高橋美枝
    5. 「ふたり」／高橋美枝
    6. 「Oh! 多夢」／高橋美枝
    7. 「ウ！レ！シ！イ！」／高橋美枝
    8. 「オフリミット」／高橋美枝
    9. 「未来少女」／高橋美枝
    10. 「夏にフレッシュ。」／渡辺千秋
    11. 「ロマンティック・シーサイド」／渡辺千秋
    12. 「パープル・メモリー」／渡辺千秋
    13. 「DRIVING LOVE」／渡辺千秋
    14. 「予言」／渡辺千秋
    15. 「私小説」／渡辺千秋
    16. 「オペラグラスの中でだけ」／村田恵里
    17. 「ムーンカフェの自転車」／村田恵里
    18. 「TOKYO, CITY OF WONDERS.」／村田恵里
    19. 「勇気のない Dream」／村田恵里
    20. 「めぐり逢う奇跡」／村田恵里
    21. 「Change Face」／村田恵里

  - DISC 02
    1. 「ジェラシーあげます」／高橋美枝 （※未発表曲。作詞：岡田冨美子／作曲：松田良）

## 主な出演作品

### CM
- ニベア花王 フレッシュローション
- ハウス食品 リボンギャル
- 伊藤園 おーいお茶
- 赤十字献血キャンペーン

### 映画
- あいつとララバイ（1983年、東宝） - 新名じゅん 役
- 本場ぢょしこうマニュアル 初恋微熱篇（1987年、東映） - よう子 役

### オリジナルビデオ
- ダイハードエンジェルス 〜 危険に抱かれた女たち
（1991年4月1日発売。2008年にDVD化） - コンピューターハッカー役。渡辺ちあき名義。

### テレビドラマ
- 1984年 花王愛の劇場 妻の旅立ち（TBS） - 伸子 役
- 1984年 月曜ドラマランド ビートたけしのこにくらじいさん2（フジテレビ）
- 1984年 東中学3年5組（TBS）
- 1985年 月曜ドラマランド あ！Myみかん2（フジテレビ）
- 1985年 スケバン刑事（フジテレビ） - 夢小路美也子 役
- 1985年 月曜ドラマランド おそ松くん（フジテレビ） - チビ太 役
- 1985年 月曜ドラマランド すし食いねぇ（フジテレビ）
- 1985年 火曜サスペンス劇場下町殺人迷路（日本テレビ）
- 1986年 花嫁衣裳は誰が着る 第1話「すべてはあの崖から始まった」（フジテレビ）
- 1986年 な・ま・い・き盛り（フジテレビ） - 木村ちあき 役
- 1987年 な・ま・い・き盛りスペシャル （フジテレビ） - 木村ちあき 役
- 1987年 風呂上がりの夜空に（テレビ朝日）
- 1987年 月曜ドラマランド 前略ミルクハウス（フジテレビ） - 涼音 役
- 1988年 花へんろ・風の昭和日記 第三章（NHK）
- 1988年 抱きしめたい! 第1話「'88夏の恋開幕」（フジテレビ） - ミユキ 役
- 1988年 隠密・奥の細道 第10話「花嫁の叫び!芭蕉がおちた悪の罠」（テレビ東京）
- 1989年 名奉行 遠山の金さん 第2シリーズ 第18話「富くじに踊らされた悪女」（テレビ朝日） - 橘たか 役
- 1990年 火曜サスペンス劇場風のターンロード（日本テレビ）
- 1990年 名奉行 遠山の金さん 第3シリーズ 第14話「サギ師金さんの弟現わる!」（テレビ朝日） - お初 役
- 1990年 暴れん坊将軍III 第114話「愛しのわらべよ、荒海が泣く!」（テレビ朝日） - おつる 役
- 1990年 続続・三匹が斬る! 第5話「謎の邪馬台国!王冠を守る霊感美女」（テレビ朝日）
- 1991年 暴れん坊将軍IV 第26話「吉宗を狙う女剣士」（テレビ朝日） - 妙 役
- 1991年 暴れん坊将軍IV 第41話「土くれ愛妻武士道」（テレビ朝日） -  ゆい 役 ※ 渡辺ちあき名義
- 1992年 暴れん坊将軍IV 第63話「情けに泣いた復讐鬼!」（テレビ朝日） - お品  役 ※ 渡辺ちあき名義
- 1992年 名奉行 遠山の金さん 第4シリーズ 第23話「恐怖の稲妻!消えた殺人者」（テレビ朝日） - おみつ 役
- 1993年 将軍家光忍び旅 第19話「家光が用心棒?桑名の宿の仇討ち!」（テレビ朝日） - ふさ 役

### バラエティ番組
- ヤンヤン歌うスタジオ （1984年、テレビ東京）
- 第15回オールスター紅白水泳大会 （1984年）
- オレたちひょうきん族 （フジテレビジョン） - レギュラー

### ラジオ番組
- 3人娘のひみつ大好き （1983年、文化放送）

## 書籍

### 写真集
- 渡辺千秋写真集 （1987年9月、近代映画社）

### 雑誌
- スコラ （1984年4月12日号）
- 平凡パンチ （1984年9月10日号、10月8日号、11月19日号）
- 週刊プレイボーイ （1984年9月18日号）
- GORO （1987年8月27日号）